# Carl Ahues
 Carl Oscar Ahues  (26 de diciembre de 1883, Bremen-31 de diciembre de 1968, Hamburgo) fue un Maestro Internacional de ajedrez alemán.
Fue campeón de Berlín en 1910. Fue campeón de Alemania en 1929, ganando el 26.º Congreso del OSD en Duisburg . En 1930, quedó 6 º en San Remo ( triunfo de Alexander Alekhine), empatado en 4.º-5.º en Scarborough ( victoria de Edgar Colle), y empató en 3.º-5.º en Lieja ( vencedor, Savielly Tartakower). En 1931, empató por el segundo hasta cuarto puesto en Berlín ( título para Herman Steiner), y empató en 4.º-6.º en Swinemünde (27 OSD Congreso, victoria conjunta de Yefim Bogoliubov y Ludwig Roedl).
Ahues representó a Alemania tres veces en las Olimpiadas de Ajedrez .
- En 1930, en el primer tablero de ajedrez tercera Olimpiada en Hamburgo (4 -3 = 7), bronce por equipos;
- En 1931, en el segundo tablero de ajedrez cuarta Olimpiada en Praga (3 -2 = 8);
- En 1936, en el segundo tablero en la tercera Olimpiada de Ajedrez oficial en Múnich (4 -1 = 12), bronce por equipos.

En 1933, quedó 10.º en Hameln (1 º GER-CH; triunfo de Bogoljubow). En 1934, quedó 3.º en Bad Niendorf ( triunfo de Gideon Ståhlberg). En 1935, fue cuarto en Bad Aachen (3 º GER-CH; victoria de Kurt Richter). En 1935, ganó en Hamburgo. En 1935, logra el 5.º-6.º en Bad Nauheim (triunfo de Bogoljubow). En 1936, quedó tercero, por detrás de Alexander Alekhine y de Paul Keres , en Bad Nauheim. En 1939, logró el cuarto puesto en Bad Harzburg ( victoria de Erich Eliskases).
En 1940, logra el 6.º al 9.º en Bad Oeynhausen (7 º GER-CH; victoria de Georg Kieninger). En 1940, obtiene el 5.º-8.º en Cracovia / Bad Krynica / Varsovia (1 de GG-ch, Anton Kohler y Bogoljubow ganado). En 1941, obtiene el 9.º-11.º en Trentschin-Teplitz ( triunfo de Jan Foltys). En 1942, quedó 10.º en Múnich (EUR-ch, Wertungsturnier - Torneo de Calificación, victoria de Gösta Danielsson. En 1942, ganó en Berlín (BSG). En 1944, empató por el segundo a tercero, por detrás de Alsacia, en Luxemburgo .
Después de la Segunda Guerra Mundial, vivió en Alemania Occidental. En 1946, ganó en Bad Harzburg. En 1947, empató por el segundo a tercero, por detrás de Ludwig Rellstab , en Stuttgart. En 1953, logró el 7.º-9.º en Leipzig (GER-CH; triunfo de Wolfgang Unzicker).
Se le otorga el título de Maestro Internacional en 1950.